# Henri-Charles Puech
Henri-Charles Puech (Montpellier, 20 de julio de 1902 - 11 de enero de 1986) fue un importante historiador de las religiones francés. Ocupó la cátedra de historia de las religiones en el Colegio de Francia desde 1952 hasta 1972. 

## Trayectoria
Henri-Charles Puech estudió filosofía. Desde sus inicios se interesó por la filosofía griega, o mejor por el pensamiento helenístico tardío, ya en nuestra era. Sus centros de atención fueron, de hecho, las corrientes herméticas y el neoplatonismo.
Posteriormente estudió la entrada del cristianismo, y su confluencia con diversas ramas espiritualistas, desde el siglo II en adelante. Esa materia es la que enseñó años y años en la parisina École pratique des hautes études.
Tras el descubrimiento de nuevos documentos sobre el maniqueísmo, analizó los sistemas de pensamiento gnóstico, que han sido traducidos al español en parte: En torno a la gnosis.
Puech presidió, entre 1950 y 1965, la "Association internationale pour l'étude de l'histoire des religions". Colaboró y luego dirigió la famosa en Europa Revue de l'histoire des religions. Su docencia influyó en el gran desarrollo de los estudios de patrística que hubo en la segunda mitad del siglo XX.

## Obras
- Histoire des religions, París, Gallimard, 1970, 3 vols.,
- En quête de la gnose, París, Gallimard ("Bibliothèque des Sciences Humaines"), 1978: Tomo 1: "La Gnose et le Temps". Tomo 2: "Sur l'évangile selon Thomas". Tr.: En torno a la gnosis I, Madrid, Taurus, 1992.
- Sur le manichéisme et autres essais, París, Flammarion ("Idées et recherches"), 1979.

## Nota
1. ↑  Guillaumont, Hommage à Henri-Charles Puech; y En torno a la gnosis I, Taurus, 1992